# Baciu (Cluj)
Baciu (ungarisch Kisbács) ist eine Gemeinde im Kreis Cluj in der Region Siebenbürgen in Rumänien.
Bei der Volkszählung von 2002 lebten in der Gemeinde 8162 Einwohner, wovon 60,5 % Rumänen, 28,6 % Ungarn und 10,7 % Roma waren.
Die Gemeinde ist offiziell zweisprachig, rumänisch und ungarisch werden in öffentlicher Beschilderung, Bildung, Justiz und öffentlicher Verwaltung verwendet.